# Vigo
|  | Per a altres significats, vegeu «Vigo (desambiguació)». |

Vigo és un municipi i una ciutat situada al sud-oest de Galícia, a la província de Pontevedra. És el municipi més poblat d'aquesta comunitat autònoma amb 292.986 habitants (2017), així com el catorzè d'Espanya, sent la ciutat més poblada sense rang de capital provincial. Situada a les Rías Baixas i capital de la comarca de Vigo, és coneguda com la "ciutat olívica".
Vigo és un dels motors econòmics de Galícia, amb gran tradició industrial, turística i de serveis. Destaquen el sector automobilístic, les seves drassanes, el port i també el turisme, amb les seves platges i les illes Cíes, que pertanyen al municipi.

## Història

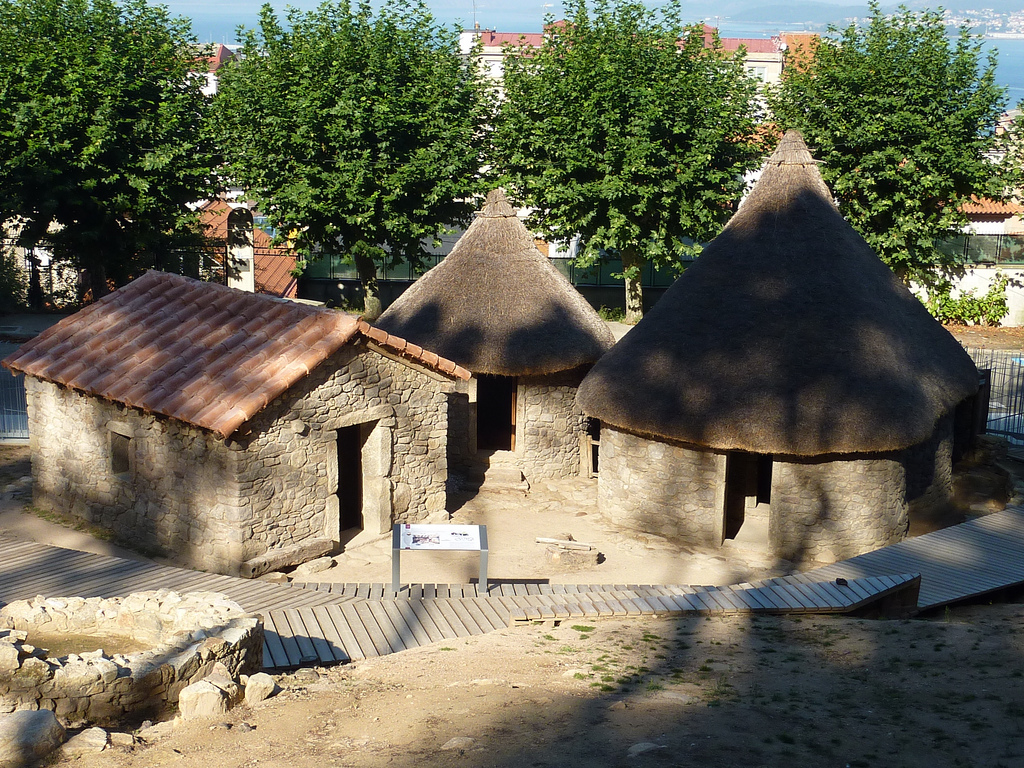
Reproducció de cases de l'època dels castros al Museu del Castro.

Vigo i la seva comarca van estar poblades des de temps antics, tot i que no s'han trobat restes anteriors a l'Edat de Pedra. La cultura dels castros desenvolupada a Galícia va deixar a la ciutat olívica una important empremta, la qual porta a pensar que la ciutat va tenir una de les majors densitats de població de tota la comunitat.
A Vigo el procés de romanització va començar molt d'hora i va ser intens, arribant a durar prop de sis-cents anys. Recents intervencions arqueològiques parlen d'un assentament important, el Vicus romà.
La informació de la ciutat amb respecte a l'edat mitjana és molt escassa. Els atacs germans i pirates van provocar l'emigració d'una gran part de la població cap a zones més segures de l'interior. Amb la dominació de la societat gallega per part de la jerarquia eclesiàstica de l'època, Vigo va dependre durant molt de temps del Monestir de Melón.
Del segle xv al xviii Vigo va anar creixent a poc a poc, tot i els constants atacs pirates. Durant l'edat moderna assoleix una certa importància en l'activitat artesanal i comercial pesquera. Els armadors viguesos, encarregats de defensar la ria, van frenar el 1589 un atac de l'armada anglesa comandada per Francis Drake. També fou històrica la batalla de Rande.

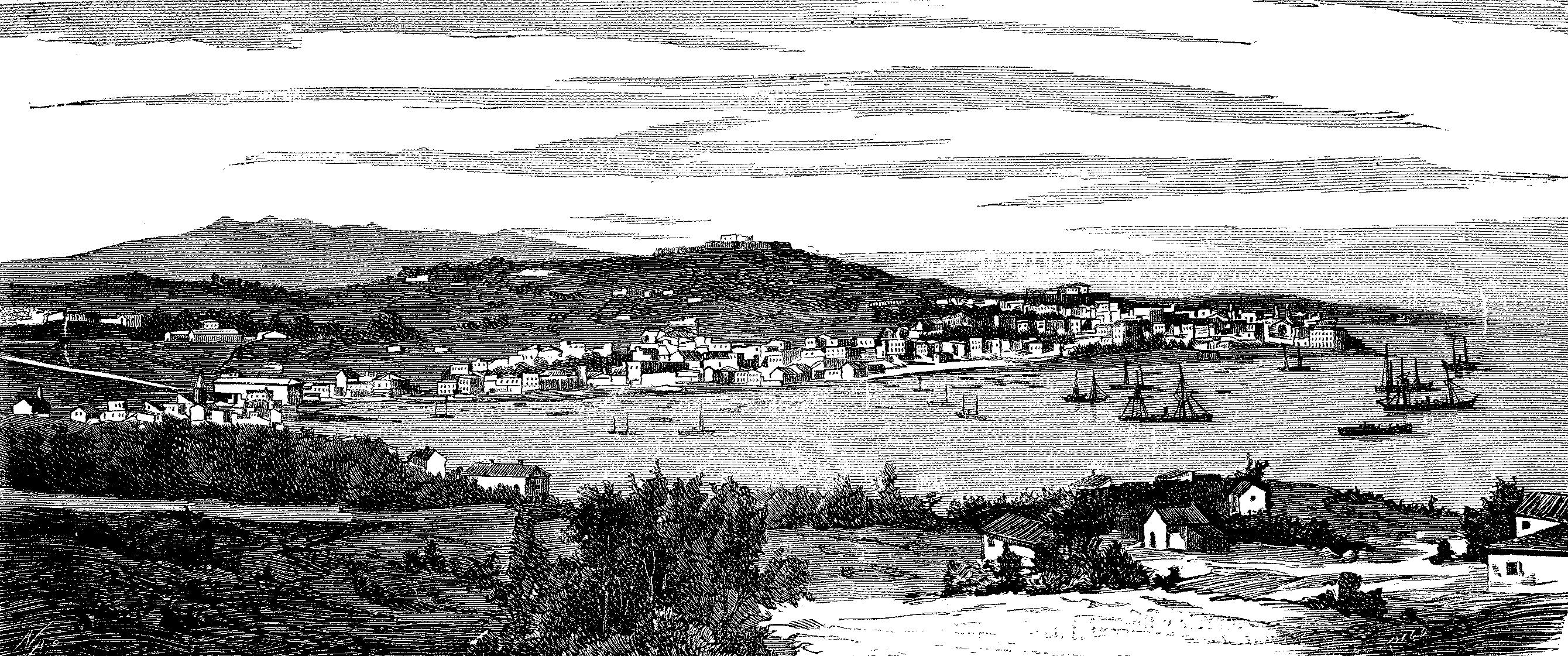
Vigo el 1877. A la fi del la vila tenia uns 15.000 habitants.

A principis del segle xix Vigo fou, com molts altres llocs d'Espanya, ocupat per l'exèrcit de Napoleó durant la guerra del Francès. Un aixecament popular dirigit pels militars Pablo Morillo i Bernardo González “Cachamuíña” va expulsar l'exèrcit francès. Vigo va ser la primera ciutat a fer-ho, i per això que la ciutat celebra la Reconquesta de Vigo el dia 28 de març. La segona meitat del segle fou un període de continu creixement de la ciutat i d'un considerable augment de la seva indústria. Vers 1900 la ciutat tenia uns 15.000 habitants.
El segle xx es va caracteritzar per un excepcional creixement econòmic. Es van instal·lar noves indústries, es van millorar les comunicacions i es van crear plans d'eixamplament de la ciutat. En el primer terç del segle el seu port es va omplir de milers de gallecs que embarcaven cap a Amèrica. També va ser important l'activitat social i cultural (diaris, associacions polítiques, sindicats), neutralitzada amb el començament de la Guerra Civil espanyola. Entre les víctimes d'aquesta s'hi troba l'alcalde Emilio Martínez Garrido, afusellat el 26 d'agost de 1936.
Durant les dècades de 1960 i 1970, Vigo va patir un creixement urbà accelerat i desordenat, motivat pel desenvolupament industrial. La corrupció i l'escassa planificació van intervenir en el mal estat d'alguns barris. L'oferta laboral va atraure molta immigració de les zones rurals de Galícia. A pesar de la crisi del petroli que va afectar la ciutat entre 1975 i 1985, a la fi de la dècada de 1980 s'observa certa recuperació econòmica, que va consolidar la comarca com una moderna i important zona industrialitzada i de serveis, tendència que s'allarga, tot i que amb un cert ritme decreixent, fins a l'actualitat.
La fàbrica PSA de Vigo va iniciar la seva activitat el 1958 com a factoria de Citroën (Citroën Hispania, SA) i en l'actualitat, és la factoria més gran del grup a tot el món. La fàbrica és considerada un dels pilars bàsics de l'economia gallega i representa el 30% de les exportacions de la comunitat, amb més de 5700 empleats en l'actualitat (2015).
Des de l'any 2007, Abel Caballero és l'alcalde de la ciutat, convertint-se l'any 2015 en l'alcalde socialista més recolzat en una gran ciutat espanyola avui en dia. Arxivat 2018-08-12 a Wayback Machine.

## Geografia

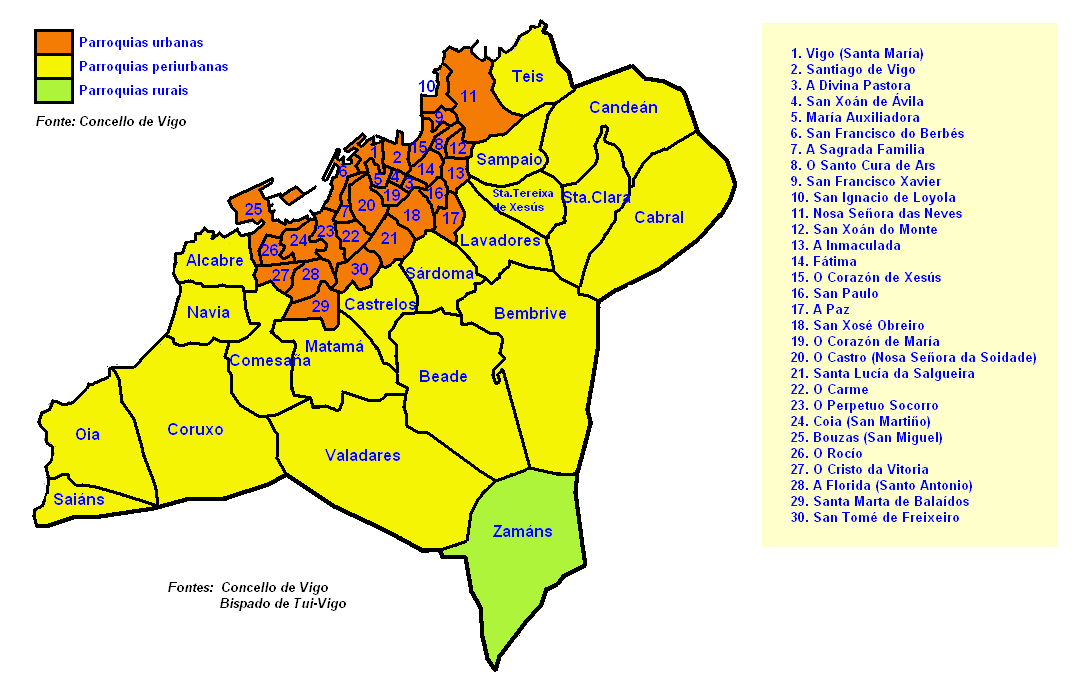
Mapa parroquial de Vigo.

El municipi de Vigo limita al nord amb l'oceà Atlàntic, al nord-est amb el municipi de Redondela, a l'est amb el de Mos, al sud amb els municipis d'O Porriño i Gondomar, i al sud-oest amb el municipi de Nigrán.
La ciutat presenta una topografia variada en la qual hi ha zones baixes i sectors elevats, zones gairebé planes i altres en pendent. El seu centre es troba en un turó, el Castro, amb 149 metres d'altura i una superfície de 21 hectàrees. Això fa que molts carrers dels barris centrals tinguin pendents molt pronunciats. Destaquen com a punts més elevats el Monte Galiñeiro i el Monte Alba, tots dos a la serra d'O Galiñeiro.
El municipi de Vigo té un gran nucli urbà, dividit administrativament en barris. No obstant, també té una important zona rural que conserva la tradicional divisió en parròquies, formades alhora per aldees i llogarets.
Les parròquies de Vigo són Alcabre, Beade, Bembrive, Cabral, Candeán, Castrelos, Comesaña, Coruxo, Lavadores, Matamá, Navia, Oia, Saiáns, Sárdoma, Teis, Valadares i Zamáns.
Bouzas, Coia, Freixeiro, San Paio i San Xoán do Monte no són parròquies administratives del municipi però per la seva tradició històrica es citen en aquesta secció.

### Clima
El clima de la ciutat de Vigo és oceànic amb influències mediterrànies, característic de la zona de les Rías Baixas. Es caracteritza per uns hiverns suaus i plujosos i uns estius càlids però no extrems, ja que les temperatures no solen superar mai els 35 °C. A l'hivern rarament es baixa dels 0 °C i les variacions tèrmiques són moderades.
El mar exerceix una acció suavitzadora del clima, reduint la diferència de temperatures estivals i hivernals. Els vents del nord-est arrosseguen a l'estiu les aigües superficials calentes permetent així l'aflorament de les fredes. Degut a la seva baixa temperatura, aquestes aigües no formen núvols, fet que provoca l'absència de pluges durant l'estiu.
| Aeroport de Vigo (1972-2000)     | Aeroport de Vigo (1972-2000) | Aeroport de Vigo (1972-2000) | Aeroport de Vigo (1972-2000) | Aeroport de Vigo (1972-2000) | Aeroport de Vigo (1972-2000) | Aeroport de Vigo (1972-2000) | Aeroport de Vigo (1972-2000) | Aeroport de Vigo (1972-2000) | Aeroport de Vigo (1972-2000) | Aeroport de Vigo (1972-2000) | Aeroport de Vigo (1972-2000) | Aeroport de Vigo (1972-2000) | Aeroport de Vigo (1972-2000) |
| Mes                              | Gen                          | Feb                          | Mar                          | Abr                          | Mai                          | Jun                          | Jul                          | Ago                          | Set                          | Oct                          | Nov                          | Des                          | Any                          |
| -------------------------------- | ---------------------------- | ---------------------------- | ---------------------------- | ---------------------------- | ---------------------------- | ---------------------------- | ---------------------------- | ---------------------------- | ---------------------------- | ---------------------------- | ---------------------------- | ---------------------------- | ---------------------------- |
| Temperatura màxima absoluta (°C) | 21,0                         | 27,6                         | 28,0                         | 29,6                         | 33,6                         | 38,6                         | 36,6                         | 37,5                         | 36,0                         | 30,0                         | 24,6                         | 23,2                         | 38,6                         |
| Temperatura màxima mitjana (°C)  | 11,6                         | 12,9                         | 15,1                         | 16,1                         | 18,2                         | 22,0                         | 24,3                         | 24,2                         | 22,4                         | 18,5                         | 14,7                         | 12,3                         | 17,7                         |
| Temperatura mitjana (°C)         | 8,3                          | 9,3                          | 10,9                         | 11,9                         | 14,0                         | 17,3                         | 19,4                         | 19,4                         | 18,0                         | 14,6                         | 11,3                         | 9,2                          | 13,6                         |
| Temperatura mínima mitjana (°C)  | 5,0                          | 5,8                          | 6,6                          | 7,7                          | 9,9                          | 12,6                         | 14,6                         | 14,6                         | 13,6                         | 10,8                         | 7,9                          | 6,2                          | 9,6                          |
| Temperatura mínima absoluta (°C) | -4,0                         | -5,0                         | -3,0                         | -0,2                         | 2,0                          | 4,6                          | 7,6                          | 7,2                          | 5,0                          | 2,0                          | -0,8                         | -3,4                         | -5,0                         |
| Precipitacions (mm)              | 255                          | 219                          | 145                          | 148                          | 141                          | 73                           | 43                           | 40                           | 113                          | 215                          | 228                          | 298                          | 1909                         |
| Hores de sol                     | 113                          | 116                          | 176                          | 184                          | 217                          | 269                          | 296                          | 281                          | 205                          | 154                          | 109                          | 90                           | 2212                         |
| Humitat relativa mitjana (%)     | 85                           | 81                           | 76                           | 75                           | 77                           | 74                           | 74                           | 74                           | 78                           | 82                           | 86                           | 86                           | 79                           |
| Font: AEMET                      |                              |                              |                              |                              |                              |                              |                              |                              |                              |                              |                              |                              |                              |

## Demografia

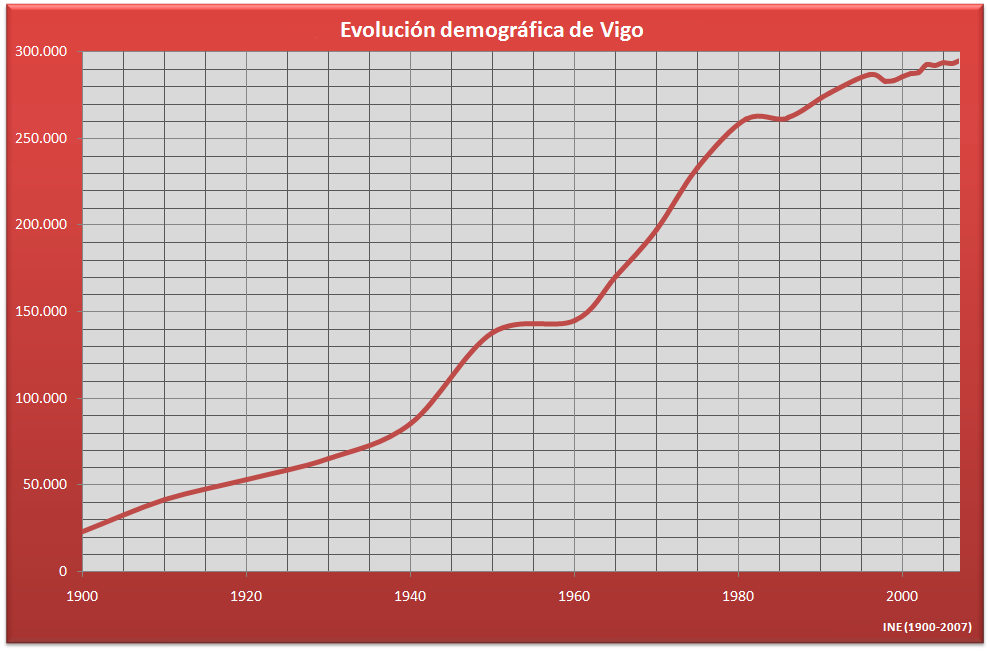
Evolució demogràfica de Vigo

L'any 2014 el municipi de Vigo tenia 294.997 habitants, sent el més poblat de Galícia, per davant de la Corunya, i el catorzè d'Espanya.
La ciutat de Vigo ha sigut durant les últimes dècades una de les ciutats europees amb major creixement poblacional. La seva població s'ha multiplicat per 13 respecte a la de principis del segle xx i s'ha duplicat amb respecte a la de mitjans de segle.
La major part de la població es concentra a la ciutat, tot i que les parròquies perifèriques que l'envolten també tenen una elevada densitat de població, la més alta d'Espanya si s'exclouen les zones urbanes. De fet, l'any 2008, segons l'Institut Nacional d'Estadística d'Espanya, a part de la ciutat de Vigo, existien al municipi 15 nuclis de població que superaven els 1.000 habitants: Babío (1.275), Saa (1.223), A Penís (1.149), A Fonte Escura (1.238), Pereiró (4.150), A Ponte (2.267), Freixeiro (2.573), Mantelas (1.563), Salgueira (1.248), A Bagunda (2.686), A Bouciña (1.657), Barreiro (1.686), A Ceboleira (2.868), Pardavila (4.388) i A Garrida (1.242).

## Política

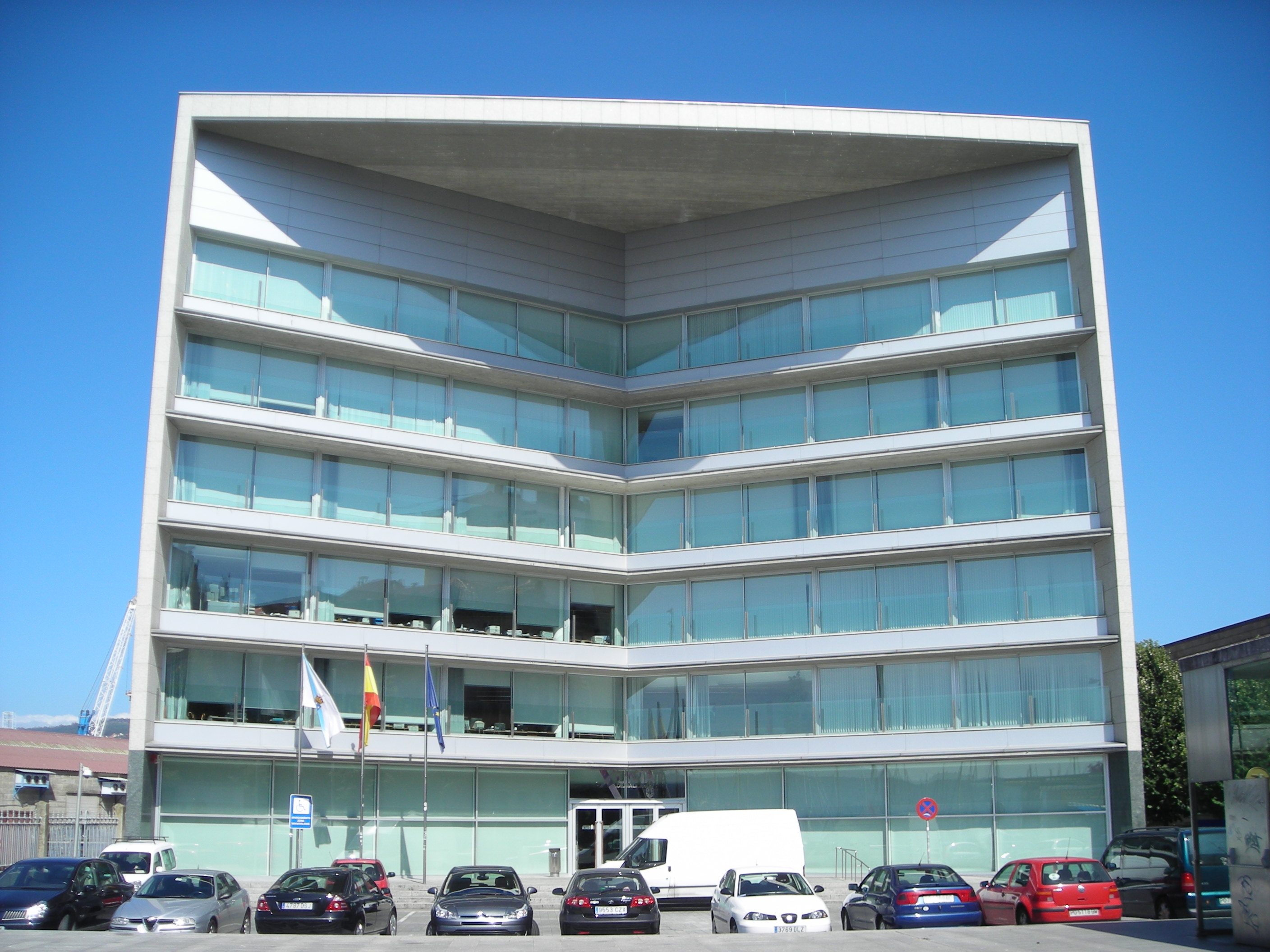
Seu de la Xunta de Galicia a Vigo.

L'alcalde de Vigo és Abel Caballero del Partido dos Socialistas de Galicia des de 2007. Després de les eleccions municipals de 2007 va governar amb el suport del Bloque Nacionalista Galego. Posteriorment va ser reescollit tant el 2011 com el 2015 i el 2019, en aquests dos últims casos amb majoria absoluta. Després dels últims comicis el repartiment d'escons a l'ajuntament és el següent: 20 escons pel PSdeG-PSOE, 4 escons pel PPdeG, 2 escons per la Marea de Vigo i 1 escó pel BNG.
La ciutat és la capital de la comarca de Vigo. Les seves competències, òrgans de govern i finançament estan pendents de desenvolupament legislatiu per part de la Xunta de Galicia.
Vigo és la seu de l'Agència Europea de la Pesca de la Unió Europea. També s'hi troben l'única oficina de la Diputació de Pontevedra fora de la capital, una seu de la Xunta de Galicia i la seu del Parc nacional de les Illes Atlàntiques.
A més, a la ciutat hi ha consulats d'Alemanya, Argentina, Dinamarca, Equador, França, Perú i Portugal.

## Economia

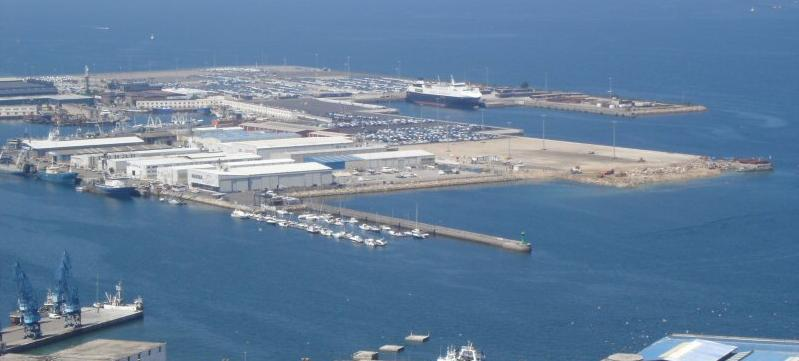
Terminal de Bouzas del port de Vigo.

Vigo i la seva comarca es caracteritzen per la preponderància d'una economia diversificada vinculada al sector pesquer, a la indústria i als serveis. Entre els motors de l'economia de Vigo es troba la indústria automobilística, liderada per PSA Peugeot Citroën, que té al municipi la seva factoria més important d'Europa. L'any 2007 va produir 540.000 vehicles, dels quals un 88% es van exportar fora d'Espanya.
A més, són molt importants la construcció naval i el sector pesquer en totes les seves variants, des de la indústria extractiva a la comercial, conservera, congeladora o transformadora. El port de Vigo és el primer port comercialitzador de peix per al consum humà del món, amb 650.000 tones el 2004. Les drassanes de la ria són líders de la construcció naval privada espanyola, per facturació i tonatge.
La Universitat de Vigo, que anteriorment depenia de la Universitat de Santiago de Compostel·la, està situada en una zona montanyenca fora de la ciutat. Té un paper important al costat del sector privat en el progrés tecnològic i, en conseqüència, en el desenvolupament econòmic de Vigo.

### Zona Franca

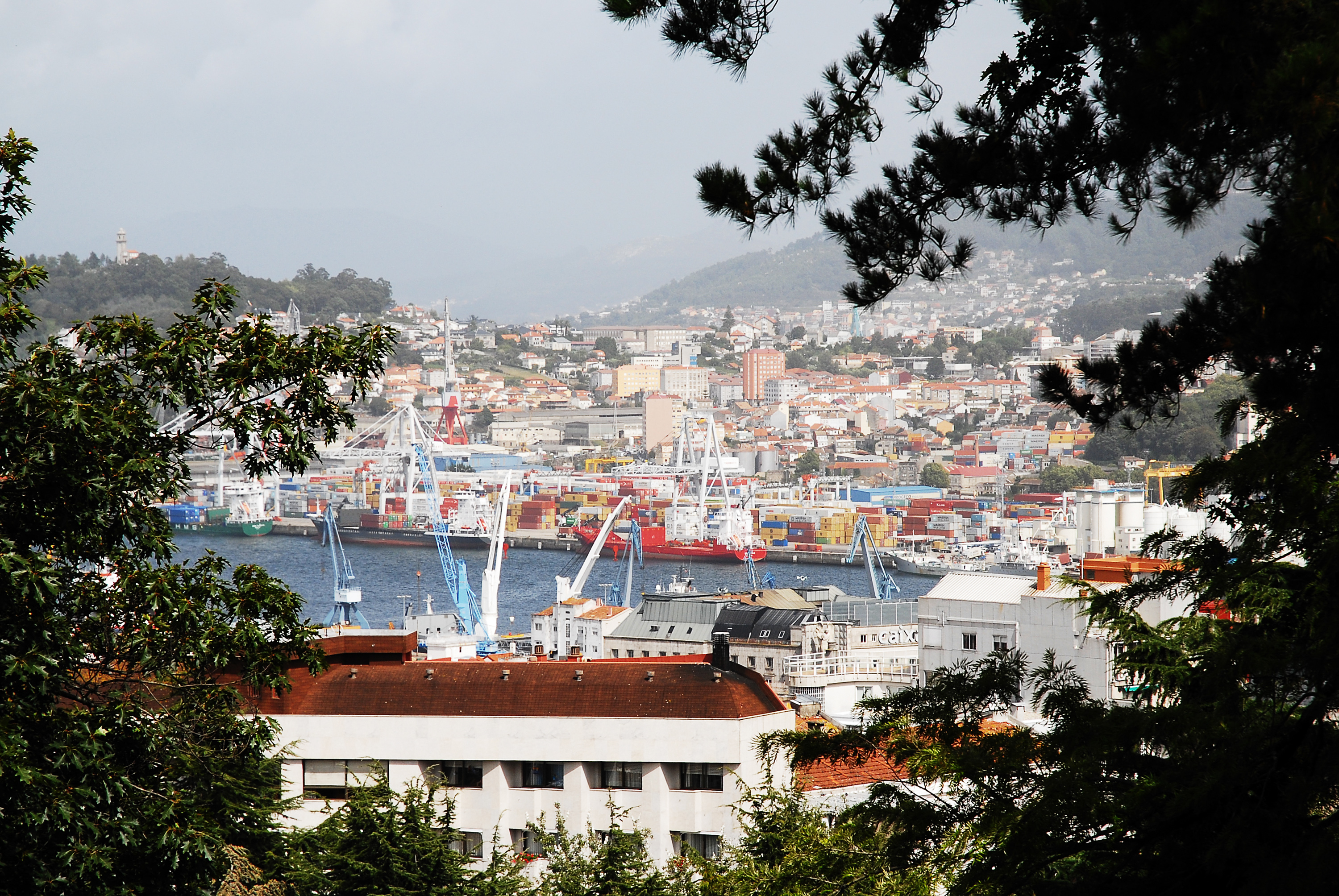
Terminal de contenidors de Guixar.

La Zona Franca de Vigo és una de les tres que existeixen a Espanya, juntament amb les de Barcelona i Cadis, i té com a objectiu principal incentivar l'establiment d'empreses amb vocació exportadora, mitjançant l'aplicació d'exempcions tributàries.
Es va crear mitjançant el Decret-Llei de 20 de juny de 1947, amb la intenció d'aprofitar les condicions estratègiques favorables de la localització del port viguès respecte del comerç marítim internacional per impulsar el desenvolupament industrial de la regió.
El seu òrgan rector és el Consorci de la Zona Franca, presidit nominalment per l'Alcalde de l'Ajuntament de Vigo i integrat pel Delegat de l'Estat, que n'ostenta la vicepresidència, quatre vocals en representació de l'Estat, cinc en representació de la corporació municipal, el Director d'Obres del port, l'Administrador d'Aduanes, i dos vocals representants de la Diputació Provincial, Autoritat Portuària de Vigo i Cambra Oficial de Comerç, Indústria i Navegació de Vigo, a més del seu Secretari General, nomenat per l'Estat, i un advocat de l'Estat.

### Port

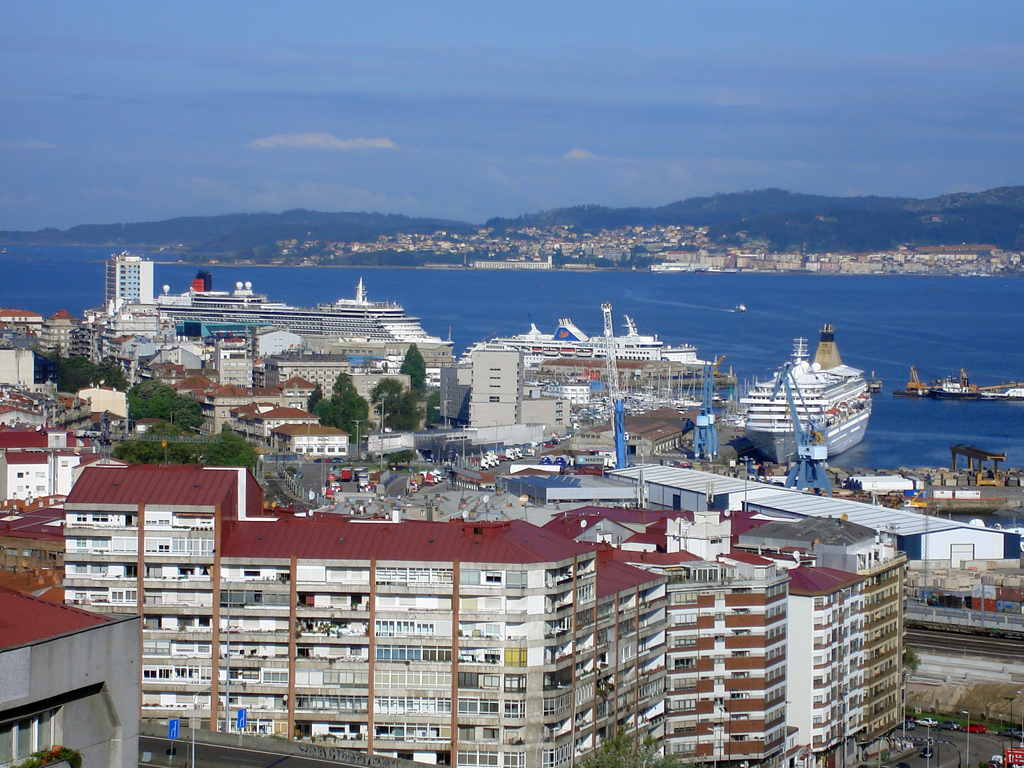
Tres transatlàntics a l'hora a Vigo.

El port de Vigo és el port pesquer més important d'Espanya. Els molls de Vigo reben cada any l'arribada d'uns 2.000 bucs. Gràcies a les seves excel·lents condicions naturals es tracta d'un lloc adequat per a les rutes procedents d'Amèrica amb destinació a Europa. És el primer port europeu en volum de descàrrega de peix, prova d'això és la celebració en diverses ocasions de la World Fishing Exhibition (Fira Mundial de la Pesca).
Els grans creuers com el Queen Mary 2 o l'Independence of the Seas fan escala habitualment al moll de transatlàntics de Vigo. En total, el port va rebre l'any 2009 uns 220.000 turistes, assolint el cinquè lloc peninsular en nombre de creuers, amb 101 bucs, i el quart en nombre de passatgers.
El 2004 la ciutat de Vigo va ser escollida com a seu de l'Agència Europea de la Pesca, després de desbloquejar-se els acords sobre les agències europees, que portaven dos anys bloquejats.

## Transport

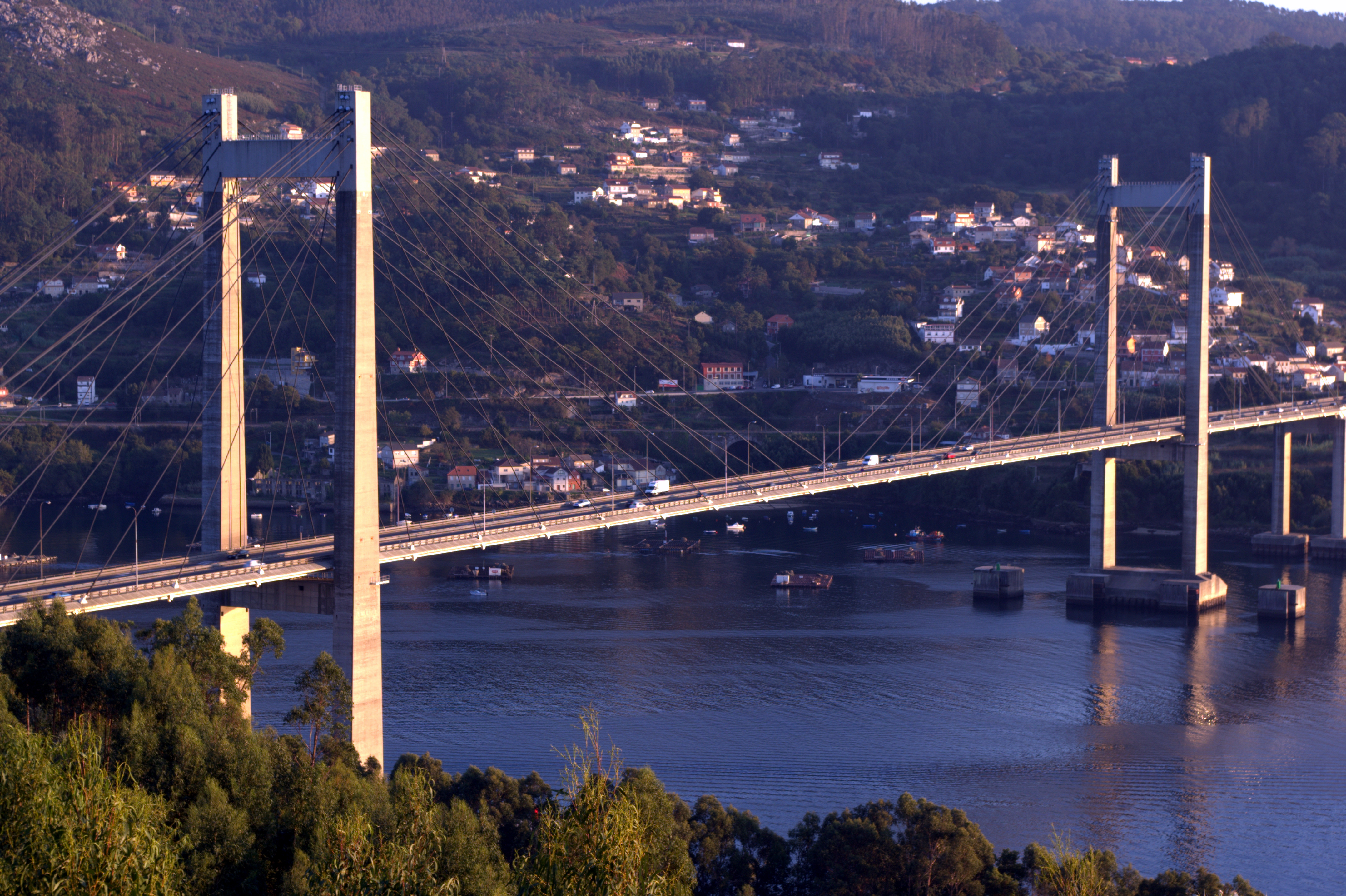
El Pont de Rande és un dels principals accessos a la ciutat per carretera.

### Carretera
Les principals vies que arriben a Vigo són l'Autopista de l'Atlàntic AP-9 que uneix la ciutat amb Pontevedra, Santiago de Compostel·la, La Corunya i Ferrol, i l'Autovia de les Ries Baixes A-52 que uneix la ciutat amb Ourense i Benavente, on enllaça amb l'A-6 cap a Madrid. L'autopista AG-57 uneix la ciutat amb els municipis costaners de Baiona i Nigrán. Amb l'autovia A-55 s'arriba a Mos, O Porriño i Portugal. Altres vies importants són la circumval·lació de Vigo VG-20 i les carreteres nacionals N-550 i N-120.

### Autobusos urbans

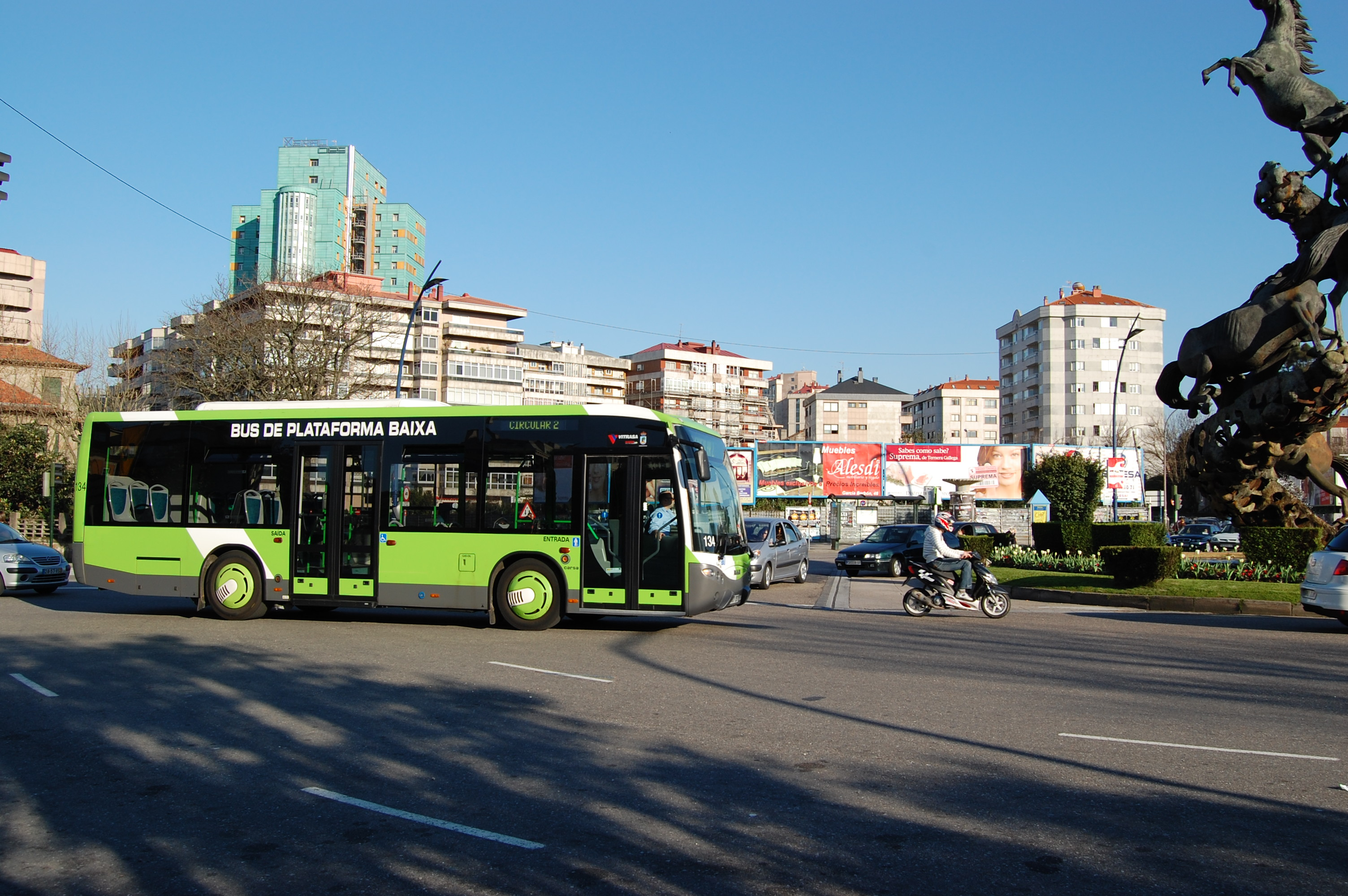
Autobús de Vitrasa circulant per Praza de España.

El servei de transport públic d'autobusos urbans de Vigo està a càrrec de l'empresa Vitrasa (Viguesa de Transportes, S.A.) des de l'any 1968. Posseeix la xarxa d'autobusos urbans amb més línies del nord-oest espanyol (35 en total). Presta servei als municipis de Vigo i Redondela (parròquies de Chapela i Negros).
El 2007, disposava d'una flota de 118 autobusos, cobrint un total de 35 línies. A causa de les clàusules de la concessió per a l'explotació del servei, Vitrasa no pot augmentar el nombre de la seva flota dedicada al transport urbà de passatgers, tret que l'Ajuntament canviï les condicions d'aquesta concessió. Al setembre de 2008, l'Ajuntament de Vigo va anunciar que volia negociar amb Vitrasa la modificació del contracte, per permetre a la concessionària augmentar el nombre d'autobusos en circulació, per així poder augmentar el servei que es presta a la ciutat de Vigo, amb la possibilitat d'escurçar els trajectes per guanyar en puntualitat.
Durant la Setmana Santa, estiu i quan algun creuer realitza escala en el Port, Vitrasa habilita un Bus Turístic (autobús de dos pisos amb sostre descobert) destinat a realitzar rutes turístiques per tota la ciutat.

### Autobusos interurbans
A més del transport intraurbà Vitrasa, existeixen diversos serveis d'autobús que uneixen la ciutat amb altres localitats de la seva àrea metropolitana i amb nombroses destinacions; les principals línies interurbanes de les quals disposa l'estació d'autobusos de Vigo, són les següents: Madrid, Tordesillas, Soutelo de Montes, Cangas do Morrazo, Pontevedra, Sanxenxo, Santiago de Compostel·la, La Corunya, Ferrol, Ourense, Lugo, Palència, Benavente, Valladolid, Burgos, Logronyo, Sant Sebastià, Vitòria, Saragossa, Lleida, Barcelona, aeroport de Porto, Porto, Lisboa, Gondomar, Universitat de Vigo, Nigrán, Praia América, Baiona, A Guarda, O Rosal i Redondela.

### Ferrocarril

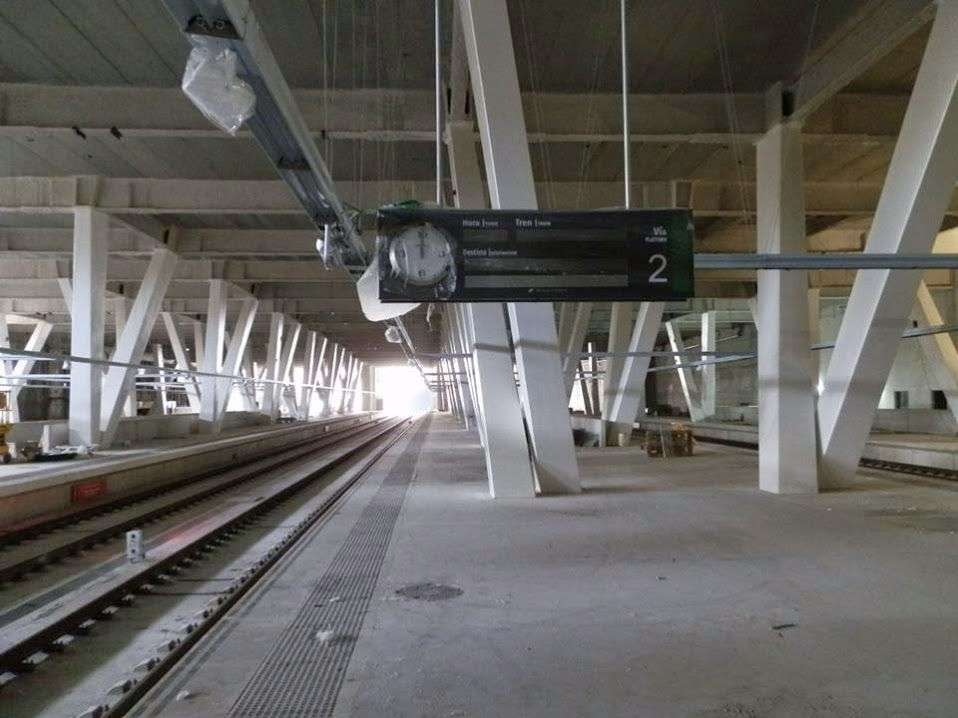
Andanes de l'estació de Vigo-Urzáiz.

Renfe és el principal operador ferroviari de Vigo. A la ciutat existeixen dues estacions en servei, que pertanyen a la xarxa d'Adif:
- L'estació de Vigo-Guixar està situada a prop del port i de la Praza de Compostela, al costat del Reial Club Nàutic. Hi ha trens diaris a Barcelona, Madrid i Euskadi, així com connexions regionals a altres punts de Galícia i Castella i Lleó. També existeix una línia internacional a Porto que realitza l'empresa portuguesa Comboios de Portugal (CP) diversos cops al dia.[8] L'estació de mercaderies també s'agrupa dins de l'actual estació de passatgers de Guixar.
- L'estació de Vigo-Urzáiz està construïda sobre l'antiga estació de Vigo i d'ella surten els serveis d'alta velocitat a Pontevedra, Santiago de Compostel·la i la Corunya.

### Transport aeri
L'aeroport de Vigo, també conegut com a aeroport de Peinador per la localitat on es troba, està situat a uns 9 km del centre de la ciutat, entre els municipis de Mos, Redondela i Vigo. Té una pista de 2.400 metres de longitud per 45 m d'amplada i un sistema d'aproximació instrumental ILS CAT II/III a la capçalera 20. Té una bona situació estratègica, amb connexions directes amb l'autovia de les Ries Baixes, l'A-55 a Portugal, la circumval·lació de Vigo i l'autopista de l'Atlàntic. A més, hi arriba la línia C92 d'autobús de Vitrasa, amb freqüències cada 30 minuts.
L'any 2012 l'aeroport va gestionar un trànsit de 828.720 passatgers. La terminal té vols directes a les principals ciutats espanyoles, com Madrid, Barcelona o Bilbao, als dos arxipèlags, i a París, Roma i Brussel·les.
Després de la inauguració del nou edifici d'aparcament, l'aeroport compta amb una superfície de 100.000 metres quadrats i 2.500 places destinades als usuaris particulars. A més, recentment han acabat les obres d'ampliació i remodelació del nou edifici de la terminal de passatgers. Les noves instal·lacions van ser inaugurades a l'abril de 2014; i han proporcionat a l'aeroport de Vigo una nova terminal de 26.000 m², amb capacitat per atendre a quatre milions d'usuaris a l'any.

### Transport marítim

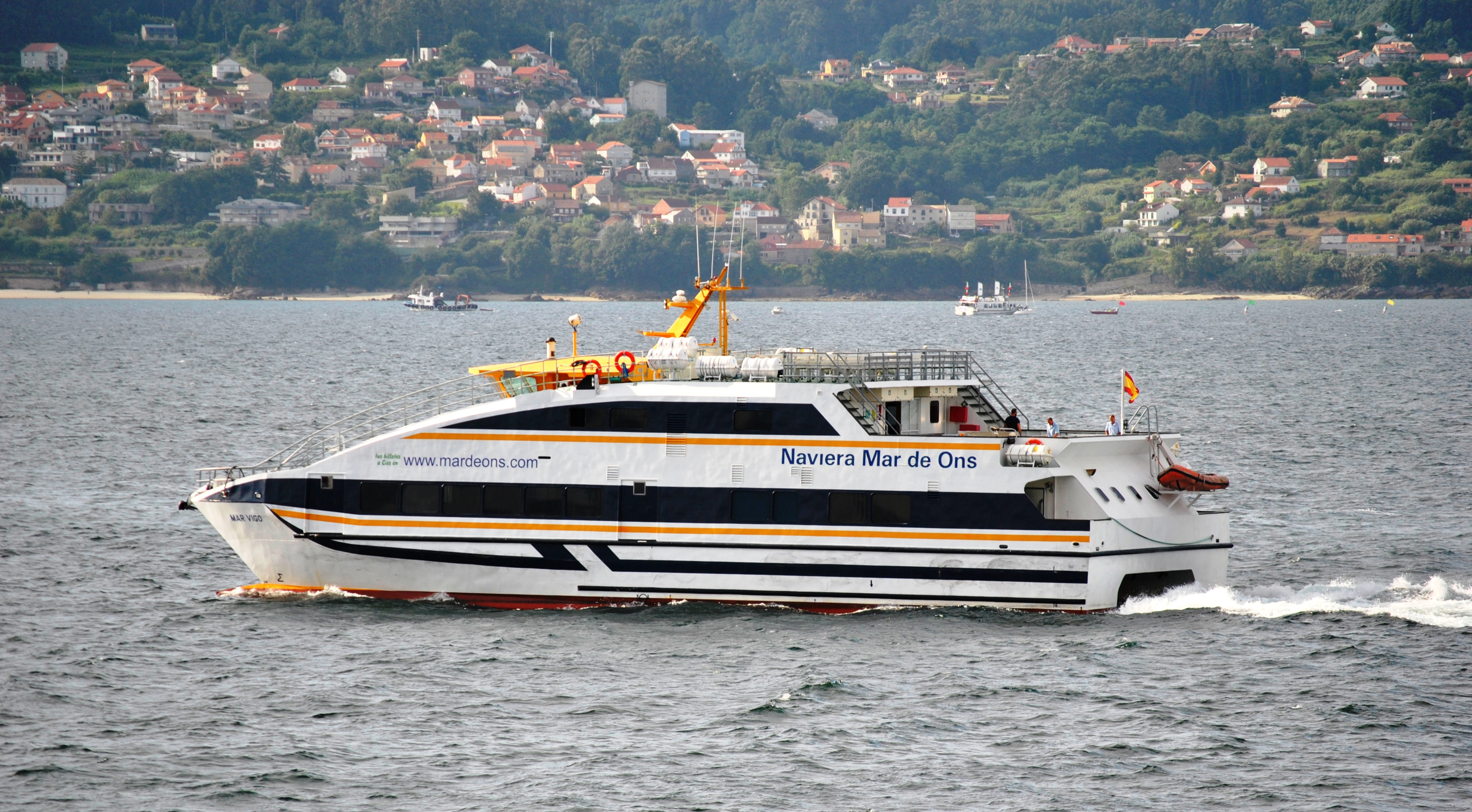
Catamarà de línia regular a les illes Cíes.

Tres navilieres competeixen entre si oferint serveis regulars de transport marítim entre Vigo i les localitats de Cangas i Moaña, situades a l'altra banda de la ria de Vigo. Les empreses Mar de Ons i Naviera RG es complementen en la ruta que uneix Vigo i Cangas. A més, Nabia uneix Vigo amb Moaña.
A l'estiu s'amplia l'oferta a les Illes Cíes, Illa d'Ons i a les platges de Rodeira i Nerga, ambdues situades a Cangas do Morrazo. Vigo és a més escala habitual de nombrosos creuers turístics internacionals; si bé no suposen un mitjà de transport d'arribada a la ciutat, donada la naturalesa turística d'aquestes escales.

## Llocs d'interès

### Centre urbà

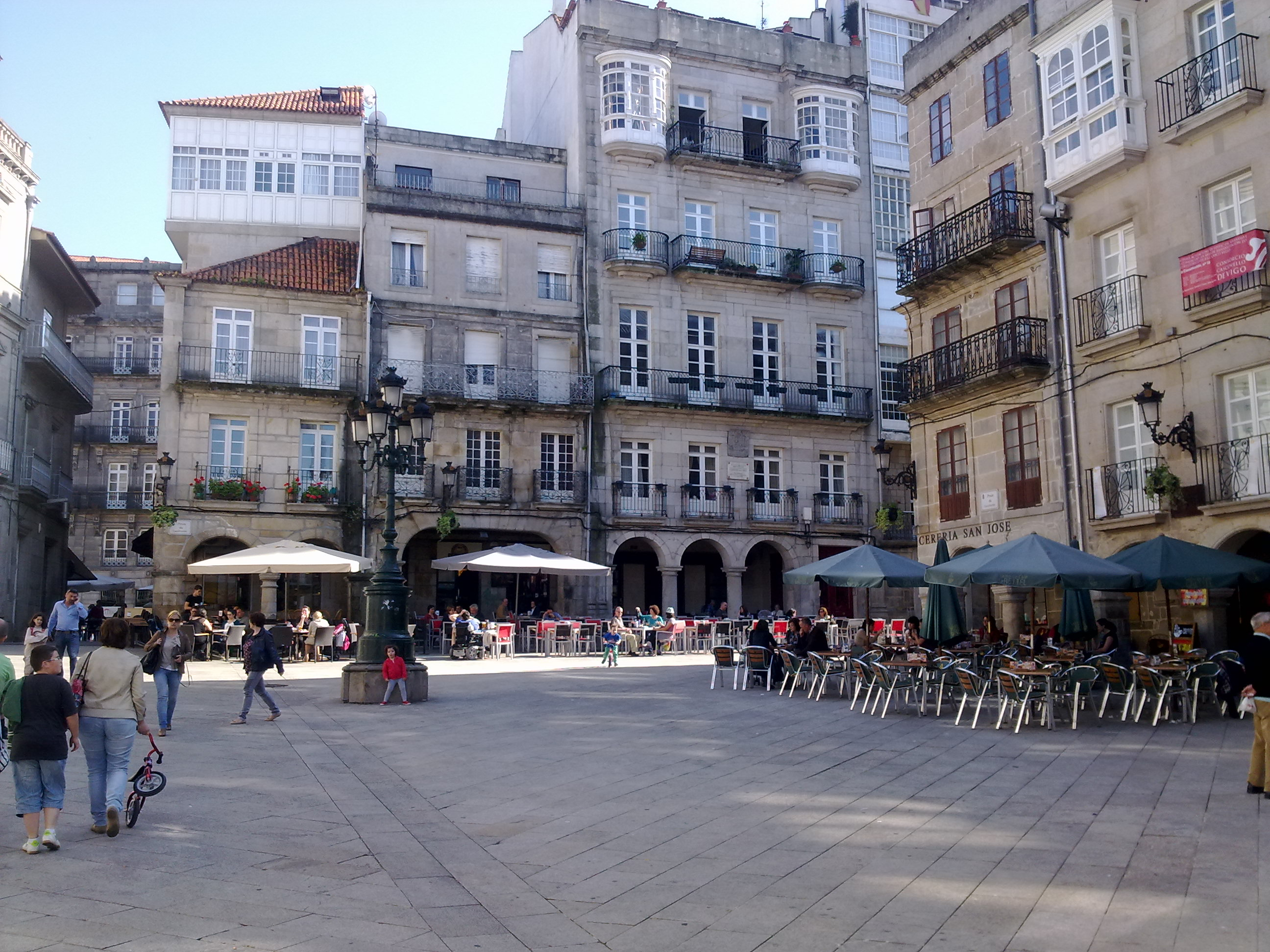
Praza da Constitución.

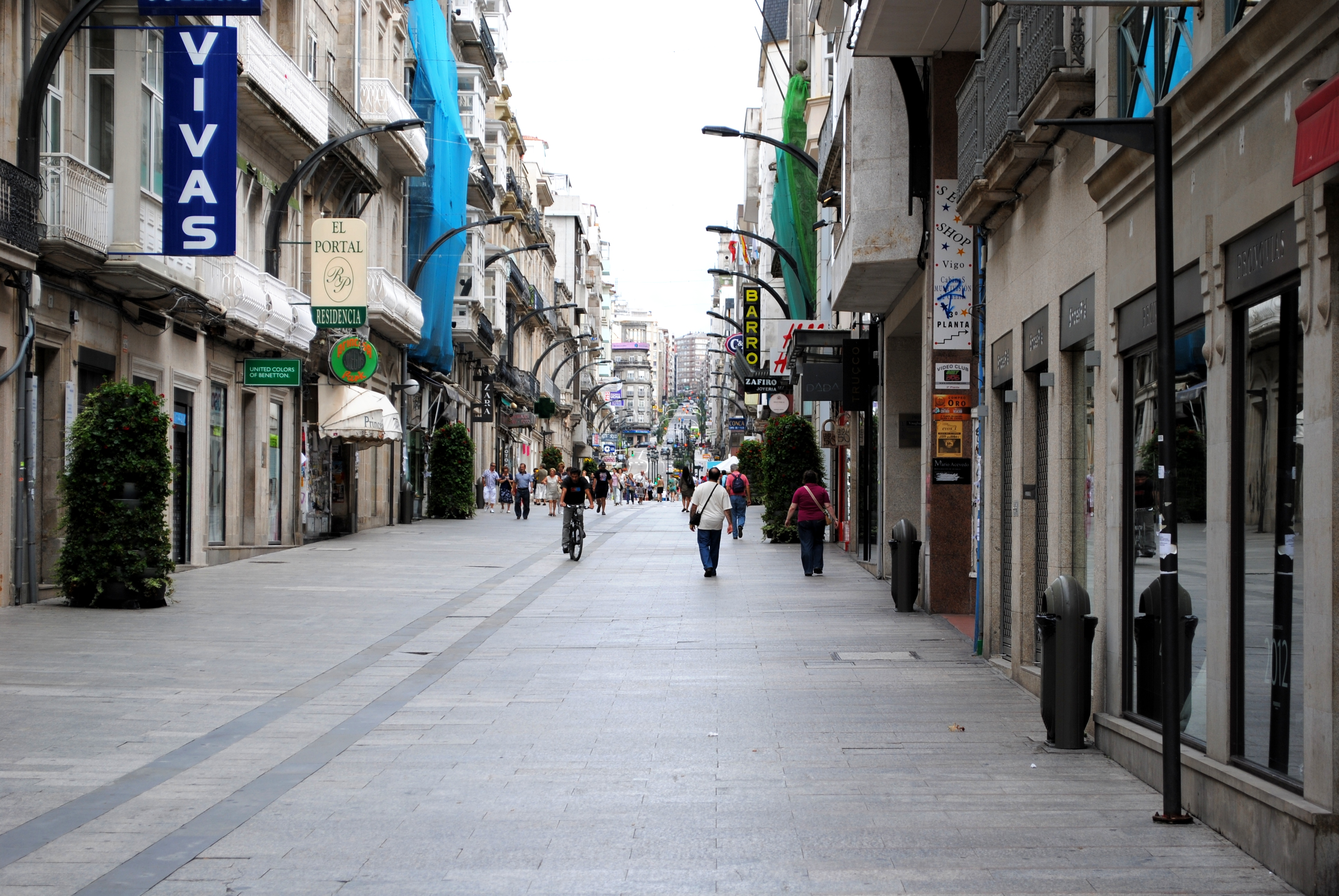
Rúa do Príncipe.

- El nucli antic (Casco Vello), on s'hi troben entre altres edificis emblemàtics el Castell de San Sebastián (segle xvii) amb vistes a la ciutat i la ria, la Cocatedral de Santa Maria de Vigo, la Casa de Ceta i Pazos de Figueroa (segle xvi) o els soportals d'O Berbés, un barri de pescadors. Recentment ha estat declarat Bé d'Interès Cultural per la Xunta de Galicia.
- La Cocatedral de Santa María de Vigo, antiga col·legiata que es va construir entre 1816 i 1836 en substitució d'un temple gòtic anterior. És d'estil neoclàssic i en el seu interior s'hi troba el Crist de la Victòria, que segons la tradició va ajudar els viguesos a les Guerres Napoleòniques.
- La Praza da Constitución, plaça amb pòrtics a l'entrada del centre històric, considerada la Plaça Major de la ciutat. S'hi troba l'Ajuntament de Vigo, construït el 1859 per José María Ortiz y Sánchez.
- La Porta do Sol, centre neuràlgic de la ciutat on trobem el monument conegut popularment com "O Sereo", de l'escultor Francisco Leiro.
- Les Rúas Príncipe, Urzáiz i Gran Vía, principals carrers comercials i de lleure, amb jardins i voreres amples.
- L'Alameda, es troba a la praza de Compostela, annexa al nucli antic i al port. Es va crear a finals del segle xix en una zona guanyada al mar, sent el primer parc urbà creat a la ciutat. La majoria dels seus arbres són centenaris. Destaquen la font central i diverses escultures.
- Montero Ríos-Areal, zona de passeig pròxima al port esportiu on trobem el moll dels creuers i dels transports en vaixell a les illes Cíes.

### Edificis romànics

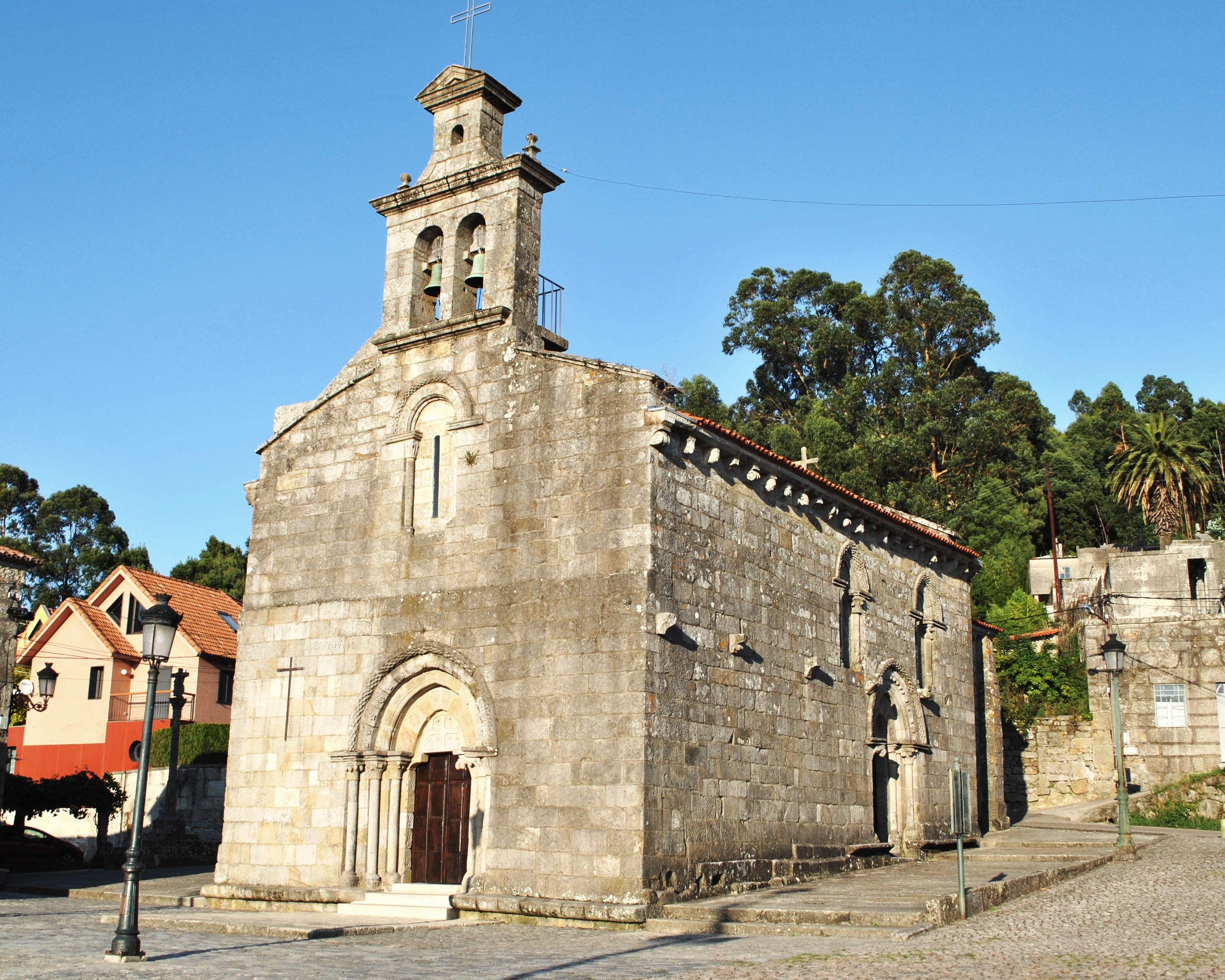
Església de Santa María de Castrelos.

La importància del romànic que es conserva al municipi de Vigo ha fet que alguns autors arribin a parlar del "romànic viguès". Es conserven tres exemples importants d'esglésies romàniques del sud de Galícia:
- L'església de Santa María de Castrelos, a només 100 metres del nucli urbà. És del segle xii i està formada per una única nau d'absis semicircular. En el seu interior trobem interessants pintures murals.
- L'església de San Salvador de Coruxo, també del segle xii. Destaca el seu monumental absis.
- L'església de Santiago de Bembrive, del segle xii i també amb un absis important.

### Museus i centres culturals
- El Centre Social Novacaixagalicia, edifici multiusos dedicat a diferents tipus d'exposicions. Entre elles destaca la Col·lecció Caixanova, formada per més de 4.000 obres, i l'Exposició Naturnova, centre interactiu d'educació mediambiental. Té a més un auditori, sala de recepcions, institut de desenvolupament, centre d'iniciatives socials, àrea de noves tecnologies i tres zones d'exposicions temporals. El Centre es troba a la Casa Bárcena, un edifici d'estil eclèctic dissenyat per l'arquitecte viguès Jenaro de la Fuente Domínguez a finals del segle xix.
- El Museu del Mar de Galícia, situat a la vora de la ria, a Punta de Muíño. L'edifici és obra dels arquitectes Aldo Rossi i César Portela.
- El Verbum o Casa de les Paraules, museu interactiu sobre tots els àmbits relacionats amb la comunicació humana. Es troba a primera línia de mar, a prop de la platja de Samil.
- El Museu d'Art Contemporani de Vigo, situat en un edifici que antigament era una presó. Es va rehabilitar com a museu l'any 2002. Acull exposicions artístiques de fotografia, escultura i pintura.
- La Casa de les Arts, amb exposicions temporals programades per la unitat de cultura de l'ajuntament de Vigo.
- La Casa Gallega de la Cultura, centre multidisciplinari amb activitats artístiques i literàries.
- El Centre Arqueològic de Salinae, salines romanes trobades a principis del segle xxi durant la construcció d'un centre de salut al carrer Rosalía de Castro.
- El Museu Municipal Quiñones de León, situat a l'antic Pazo de Lavandeira, amb zones dedicades a l'art i l'arqueologia.
- El Teatre García Barbón, projectat per l'arquitecte d'O Porriño Antonio Palacios a principis del segle xx i restaurat per la Caixa de Vigo el 1984. Hi passen anualment unes 300.000 persones.
- El Museu Etnogràfic Liste, amb exposicions de més de 2.000 peces, que va néixer a partir de la Fundació Liste.
- La Vil·la Galaico-romana de Toralla, excavació arqueològica a cel obert d'una vil·la (casa galaico-romana) cpnvertida en museu-exposició visitable. Es troba a la platja d'O Vao.
- El Castro do Vao, poblat de la cultura dels castros convertit en museu amb la rèplica de tres cases de l'època. Està situat al Monte do Castro.
- El Centre d'Art Fotogràfica (CAFVI), que va obrir les portes l'any 2015 amb una selecció de l'Arxiu Pacheco.

### Entorn natural

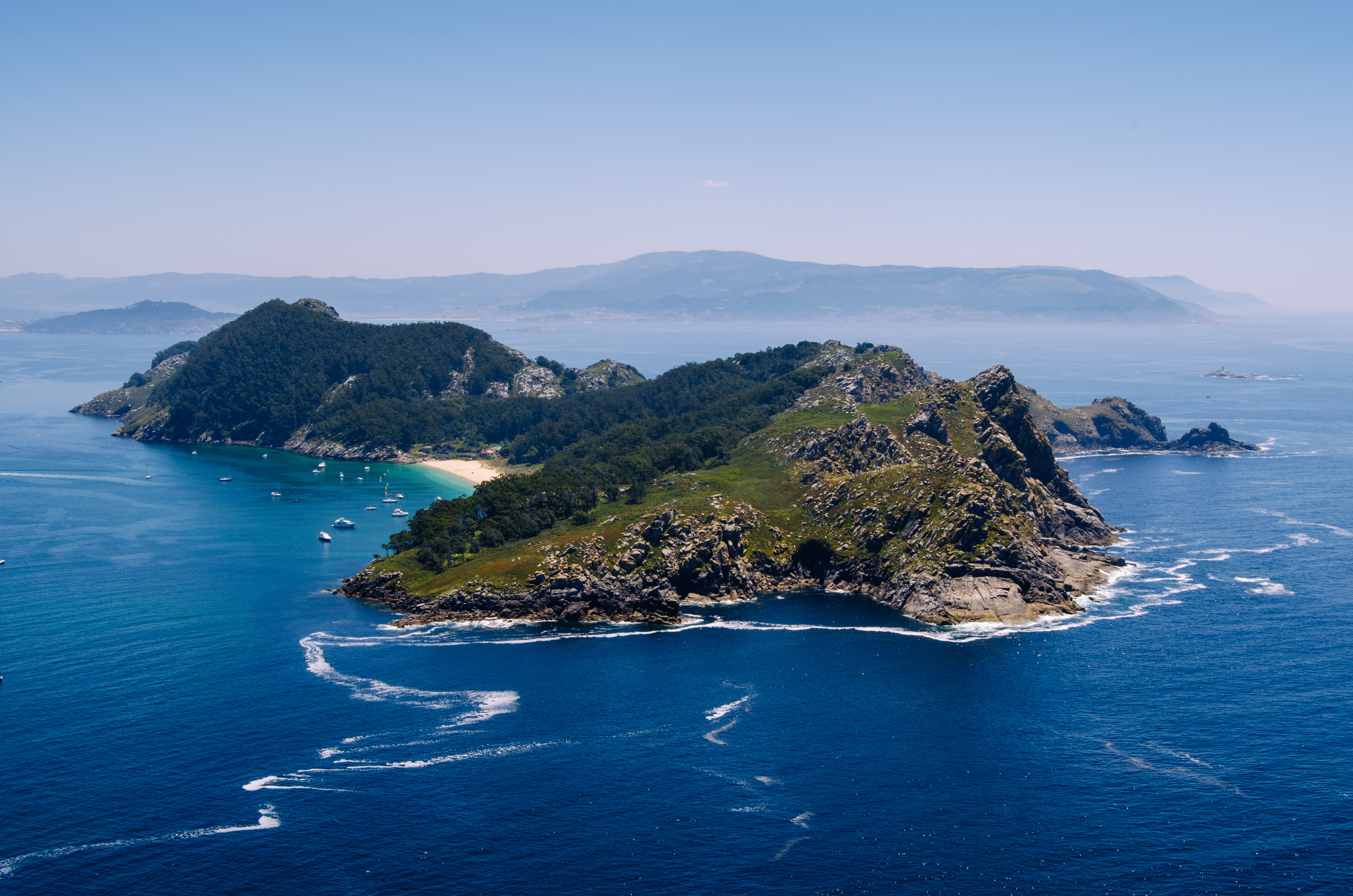
Les illes Cíes vistes des de la Costa da Vela, a Cangas.

- La platja de Samil, la més coneguda i visitada de la ciutat. Té zona de passeig, zones ajardinades i esportives, piscines i altres serveis.
- La platja de Canido, amb zones de passeig i jardí i un port marítim.
- La platja d'O Vao, de gran qualitat ambiental. En el seu extrem occidental es troba la Vil·la Galaico-Romana de Toralla. Un pont uneix la platja amb l'illa de Toralla.
- Les illes Cíes, arxipèlag que forma part del Parc nacional de les Illes Atlàntiques. Té platges i càmping i és visitable en la temporada estival amb vaixells que surten diàriament de Vigo i Baiona.
- El Parc de Castrelos, el major parc urbà de la ciutat. Té un gran auditori a l'aire lliure i zones de passeig amb estanys i diverses espècies forestals.
- El Monte do Castro (149 m), parc situat al centre de la ciutat. Ocupa l'espai d'un antic poblat (castro) amb restes arqueològiques dels segles VI a II abans de Crist.
- El Monte da Guía, situat al barri de Teis. Té vistes de tota la ria de Vigo.
- El Parc Natural de les Ciències-Vigozoo, l'únic zoològic de Galícia que no és només un recinte d'exhibició, sinó que hi ha un parc especialitzat en fauna autòctona europea i conservació de les seves espècies.

## Esport
Les activitats esportives comencen a practicar-se a la ciutat a finals del segle xix. Entre les entitats més antigues trobem el Real Club Náutico de Vigo, fundat el 1906, i el Liceo Marítimo de Bouzas, el 1907. Nedadors, remers i regatistes del Náutico van representar la ciutat en les competicions internacionals més importants.

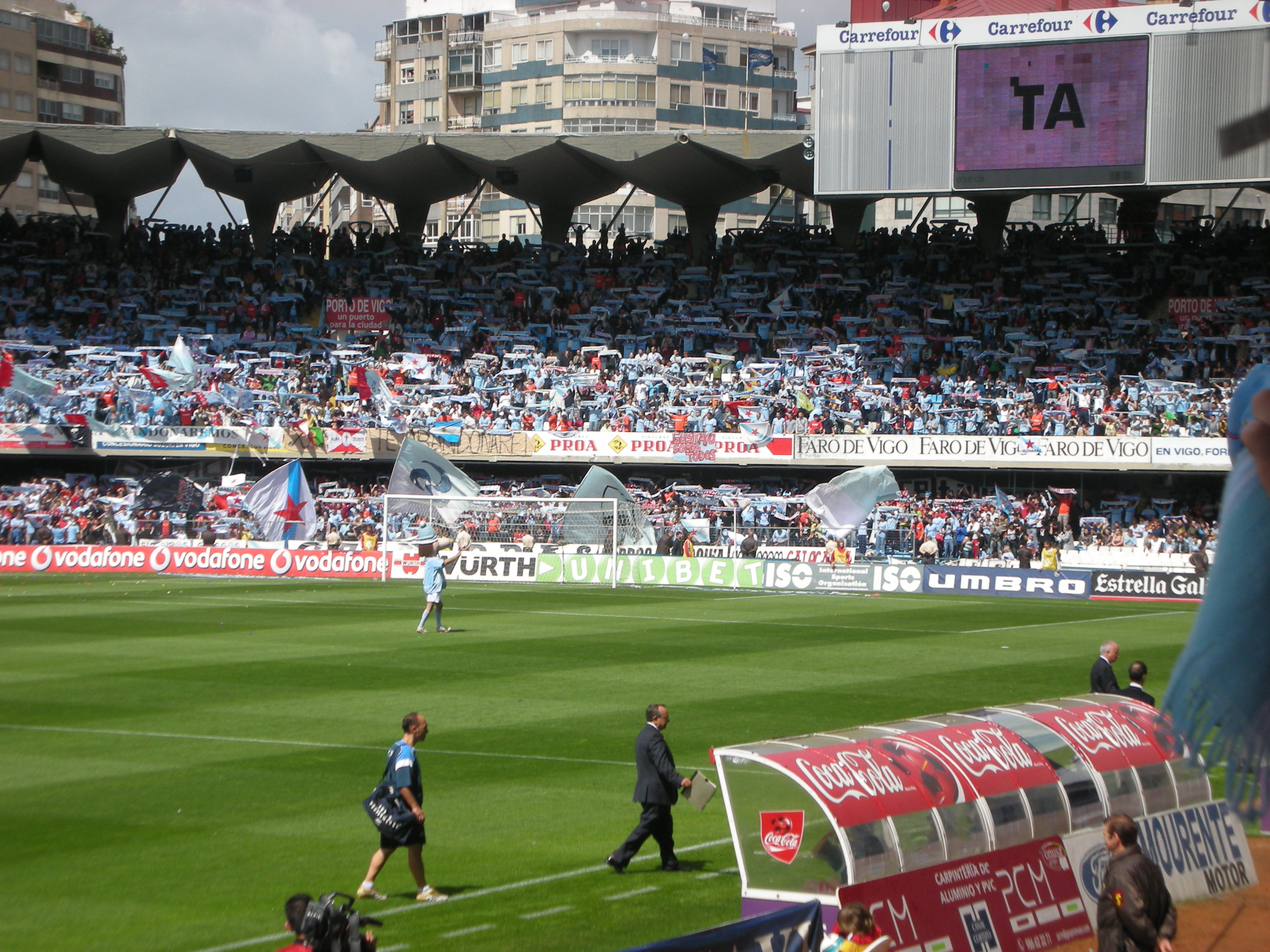
L'Estadi de Balaídos, on juga els seus partits el Real Club Celta de Vigo.

El club més representatiu de la ciutat és Real Club Celta de Vigo de futbol, creat l'any 1923 de la fusió del Real Vigo Sporting i el Real Fortuna. És l'equip gallec amb més participacions a Primera Divisió i ha arribat a tres finals de la Copa del Rei. A més, ha participat en competicions europees i va guanyar la Copa Intertoto l'any 2000. També té una secció d'atletisme que competeix en la màxima categoria espanyola. En bàsquet va destacar el Celta femení a finals dels anys 80 i a principis del segle XXI amb títols de Lliga i de la Copa de la Reina.
Un altre esport important és l'handbol. A l'històric Vulcano el va succeir l'Academia Octavio, de dilatada trajectòria en la màxima categoria nacional. A la dècada de 1990 va ser subcampió de Copa i va quedar-se a les portes de diverses finals europees. En voleibol destaca el Club Vigo, que és el degà dels participants en la Divisió d'Honor. En beisbol és l'Halcones de Vigo el principal representant de la ciutat.
La vocació esportiva de la ciutat s'expressa amb la proliferació de talents en les més variades disciplines i en l'organització de torneigs i proves de rang internacional. Alpinistes com Chus Lago, la primera dona espanyola en assolir l'Everest sense oxigen suplementari, o patinadores com Tamara Valderrama acrediten aquesta afirmació. Entre els esdeveniments esportius més importants celebrats a la ciutat cal destacar la fase final de la Copa del Món de Futbol de 1982, els Torneigs Preolímpics d'handbol masculí (1972) i bàsquet femení (1992), proves de la Copa del Món de Salts hípics, de la Copa del Món de Bicicleta de Muntanya, la sortida de la regata Volvo Ocean Race l'any 2005 o escales de l'espectacular Cutty Sark Tall Ship Race de grans velers d'època.

## Fills il·lustres
- Teodosio Vesteiro Torres (1845-1876) escriptor i músic.

## Ciutats agermanades
- Buenos Aires, Argentina
- Lorient, França
- Porto, Portugal
- Caracas, Veneçuela